# مؤسسة عامل الدولية
مؤسسة عامل الدولية هي مؤسسة غير طائفية وغير ربحية لبنانية وغير حكومية أنشأها كامل مهنا في عام 1979 ردا على الاجتياح الإسرائيلي عام 1978.
كون المؤسسة نشطة على حد سواء في مشاريع الطوارئ وكذلك مشاريع التنمية طويلة الأجل فهي تهدف إلى تقديم الدعم لأكثر السكان احتياجًا في لبنان (السكان المحليين أو الأجانب) من خلال 24 مركزًا و 6 عيادات متنقلة في المناطق الأكثر حرمانًا في لبنان (ضواحي بيروت الجنوبية، منطقة البقاع وجنوب لبنان). في عام 2010، أنشأت مؤسسة عامل الدولية فرع خاص بها في جنيف. منذ عام 2010 تتمتع عامل بمركز استشاري لدى المجلس الاقتصادي والاجتماعي التابع للأمم المتحدة وكانت عضوًا في جمعية المنظمات غير الحكومية اللبنانية وجمعية المنظمات غير الحكومية العربية والتحالف العالمي للحماية الاجتماعية والعديد من الشبكات الأخرى.

## التاريخ
تنشط المنظمة في عدة أماكن من العالم ومن بينها السودان حيث أنها حذرت من تفاقم أوضاع اللاجئين في السودان وجنوب السودان[6]. وتعتمد كذلك على عدة مشاهير كالمغنية ألكساندرا بيرك ولاعب الكرة البريطاني فرانك لامبارد من أجل الترويج لنشاطاتها كالحث على إنقاذ ثلاثة ملايين طفل من الموت وذلك من خلال توفير لقاحات خاصة والتي تتطلب مبالغ مالية هامة[7]. كما حذرت أيضا من تفاقم المجاعة في الصومال بعد تجدد الاشتباكات واستمرار الجفاف الذي يضرب البلاد منذ سنوات[8]. كما ولها نشاطات بما يخص اللاجئين السوريين في تركيا ولبنان والأردن من خلال محاولتها تأمين بعض الاحتياجات اليومية والمدرسية تنشط المنظمة في عدة أماكن من العالم ومن بينها السودان حيث أنها حذرت من تفاقم أوضاع اللاجئين في السودان وجنوب السودان[6]. وتعتمد كذلك على عدة مشاهير كالمغنية ألكزندرا بيرك ولاعب الكرة البريطاني فرانك لامبارد من أجل الترويج لنشاطاتها كالحث على إنقاذ ثلاثة ملايين طفل من الموت وذلك من خلال توفير لقاحات خاصة والتي تتطلب مبالغ مالية هامة[7]. كما حذرت أيضا من تفاقم المجاعة في الصومال بعد تجدد الاشتباكات واستمرار الجفاف الذي يضرب البلاد منذ سنوات[8]. كما ولها نشاطات بما يخص اللاجئين السوريين في تركيا ولبنان والأردن من خلال محاولتها تأمين بعض الاحتياجات اليومية والمدرسية.[6][7][8]

## الحرب الأهلية اللبنانية
ولدت مؤسسة عامل في عام 1979 كرد فعل على الغزو الإسرائيلي الثاني لجنوب لبنان (عملية الليطاني) الذي أدى إلى العديد من المذابح ونزوح وتدمير البنية التحتية اللبنانية. في هذا السياق، أنشأ الدكتور كامل مهنا وهو طبيب من الخيام (جنوب لبنان) جمعية أمل بمساعدة مجموعة من الأساتذة والصحفيين والمفكرين، ومن خلال 27 مركزًا ومستوصفًا ومستشفياتها الريفية الثلاثة ودفاعها المدني المهم فريق عمل وسيارات الإسعاف الثلاثين التابعة له، شاركت في أعمال الطوارئ والمساعدة التي تستهدف السكان الضحايا.

## التسوية السلمية وتطوير المؤسسة
في عام 1989 وضع اتفاق الطائف حدا لمدة 15 عاما من الحرب الأهلية وشهدت بداية لعودة تدريجية للسلام في البلاد. بعد 10 سنوات من الإغاثة والمساعدة الطارئة للجرحى في الحرب، قررت عامل الانتقال من نهج الطوارئ إلى نهج التنمية على المدى الطويل، الذي تجسده إعادة الهيكلة المؤقتة (انتخاب لجنة مجلس إدارة جديدة وإعادة تنظيم المراكز والمهام).

## 2012-2014: الأزمة السورية والاستجابة لحالات الطوارئ
في أبريل 2012، تم تنفيذ برنامج واسع وشامل اسمه «الاستجابة الطارئة للاجئين السوريين» من أجل ضمان ظروف معيشية لائقة لجميع السكان المتضررين من النزاع (لكل من اللاجئين والسكان المضيفين (من خلال توفيرهم على سبيل المثال الرعاية الصحية الأولية والغذاء وتوزيع الملابس).

## الرؤية والمبادئ
تلتزم مؤسسة عامل برؤية عالمية ودولية لحقوق الإنسان، وهي رؤية تتجه نحو بناء مستقبل مشترك بروح التضامن الإنساني التي تسعى إلى خدمة الأسباب العادلة للعالم. أحد الأهداف الرئيسية لجمعية عامل هو تأييد الإحساس بالانتماء والمواطنة في المجتمعات اللبنانية والعربية، وهو حق يحفظ الحقوق المدنية لكل مواطن يحميه من جميع أشكال التمييز على أساس اللون أو الدين أو السياسة الانتماءات.
في هذه المرحلة، يتمثل الهدف من نشر ثقافة الحقوق في جعل الناس أكثر وعياً بحقوقهم الأساسية، ولا سيما الأطفال والنساء وذوي الاحتياجات الخاصة، حتى يتمكنوا من الدفاع عنها، مما يعزز بناء المواطنة. الحقوق والواجبات المماثلة.

## نشاط مؤسسة عامل

### برنامج الصحة
تنظم مؤسسة عامل عدة حملات للتطعيم المجاني وتوزيع الأدوية والاستشارات الطبية لضمان وصول الجميع بشكل عام ومنتظم إلى الرعاية الصحية الأولية، وذلك بالتعاون مع المؤسسات والمدارس المحلية.

### التعليم وحماية الطفل والدعم النفسي والاجتماعي للأسر
تسعى مشاريع التعليم التي تنفذها مؤسسة عامل إلى تعزيز الحقوق المتساوية في التعليم لكل الأطفال. وهي تتكون أساسًا من دورات صيفية علاجية للأطفال غير الملتحقين بالمدارس أو لأولئك الذين يدرسون في برنامج تعليمي سريع (ALP). كما قدمت الرابطة الدعم النفسي والاجتماعي والمساعدة للأسر الأكثر فقراً من خلال إنتاج ونشر المواد التعليمية، وتنفيذ الحدائق الرقيقة، ومراكز الرعاية النهارية وجلسات الوقاية بشأن العديد من الموضوعات (عمالة الأطفال، والعنف المنزلي، وعلم نفس المراهقين، إلخ. .). يتم الانتهاء من هذه المبادرات من خلال الأنشطة الترفيهية التي تهدف إلى تعزيز قيم الصداقة والاحترام والتسامح بين الأطفال، وكذلك رعاية إبداعهم وتصورهم الذاتي لحقوقهم.

### التدريب المهني وتنمية القدرات البشرية
يعد تحسين القدرات الشخصية الفردية، وخاصة قدرات النساء والشباب، جزءًا مهمًا من إستراتيجية مؤسسة عامل. في هذا الصدد، وضعت أمل برامج تدريب مهني وتعليمي في عدة مراكز منذ عام 1990.

### حماية العمال المنزليين المهاجرين
تم إعداد هذا البرنامج لرفع الوعي بحقوقهم وتوضيح مسؤوليات وواجبات أصحاب العمل على موظفيهم من أجل منع الانتهاكات. أمثلة على الأنشطة: دروس اللغة الإنجليزية وجلسات التوعية والدعم النفسي وورش عمل تنمية القدرات.
منذ مارس 2012، كانت أمل جزءًا من مجموعة من المنظمات غير الحكومية لتعزيز التنسيق والمساعدة لهذه الفئة من السكان.

### التنمية الريفية
بدأ مشروع تعاوني زراعي في أبريل 2004 في إبل الساقي بفضل تعاون مع المفوضية الأوروبية والمنظمات غير الحكومية الإيطالية «إفريقيا 70». هذا التعاون مكرس لإنتاج الصابون العضوي من الزيوت الأساسية والنباتات الطبية.

## المساهمات في المجتمع المدني اللبناني والشركاء الرئيسيين
كان التعاون والتنسيق مع الجهات الفاعلة الأخرى دائمًا من المبادئ الأساسية للجمعية. في عام 2003، تم تعيين الدكتور كامل مهنا المنسق العام لشبكة المنظمات غير الحكومية اللبنانية والمنسق العام لشبكة المنظمات غير الحكومية العربية.
الشركاء الرئيسيين لمؤسسة عامل في عام 2014 هم:

### المنظمات غير الحكومية الدولية
أنيرا، دانيدا، معهد المجتمع المفتوح، (الجمعيات الخيرية المسيحية الأرثوذكسية الدولية)، كاريتاس، منظمة إنقاذ الطفولة الدولية، مؤسسة آنا ليند، مؤسسة ميديكو الدولية، منظمة أطباء العالم

### المنظمات الدولية ووكالات الأمم المتحدة
صندوق الأمم المتحدة للسكان، هيئة الأمم المتحدة للمرأة، منظمة الصحة العالمية، السلك الطبي الدولي، المفوضية الأوروبية، منظمة العمل الدولية، برنامج الأمم المتحدة الإنمائي، مفوضية الأمم المتحدة لشؤون اللاجئين، اليونيسف البنك الدولي.

### المنظمات المحلية (الخاصة والعامة)
وزارة الشؤون الجتماعية، وزارة الصحة، وزارة الشباب والرياضة، منظمة الشباب للتنمية والثقافة والعلوم مؤسسة الجامعة الأمريكية في بيروت، العربية الأفكار مؤسسة التعاون الخدمات التي تقدمها سفارات فرنسا (بما في ذلك الصندوق الاجتماعي للتنمية), ألمانيا، كندا، النرويج السفارات في بيروت والجامعة اللبنانية الأميركية، جامعة الحكمة، جامعة القديس يوسف

## روابط خارجية
- الموقع الرسمي:(Amel Association International)